# 이쿠시나촌
이쿠시나촌(일본어: 生品村)은 일본 군마현의 동부닛타군에 속해있던 촌이다.

## 역사
- 1889년 4월 1일 - 정촌제 시행에 의해 닛타군 이쿠시나촌이 성립하였다.
- 1956년 9월 30일 - 닛타군 기자키정, 와타우치촌과 신설합병해 닛타정이 성립, 동일 이쿠시나촌은 폐지되었다.
- 2005년 3월 28일 - 구 오타시, 오지마정, 닛타정, 야부즈카혼정과 합병해 오타시가 되었다.